# Янашув (Свентокшиське воєводство)
Янашув (пол. Janaszów) — село в Польщі, у гміні Заґнанськ Келецького повіту Свентокшиського воєводства.
Населення — 408 осіб (2011).
У 1975-1998 роках село належало до Келецького воєводства.

## Демографія
Демографічна структура на день 31 березня 2011 року:
|          | Загалом | Допрацездатний вік | Працездатний вік | Постпрацездатний вік |
| -------- | ------- | ------------------ | ---------------- | -------------------- |
| Чоловіки | 186     | 35                 | 137              | 14                   |
| Жінки    | 222     | 36                 | 141              | 45                   |
| Разом    | 408     | 71                 | 278              | 59                   |